# 里亞丘埃洛 (塞爾希培州)
10°43′40″S 37°11′13″W / 10.72778°S 37.18694°W
里亞丘埃洛（葡萄牙語：Riachuelo），是巴西的城鎮，位於該國東北部，由塞爾希培州負責管轄，始建於1874年3月31日，面積99平方公里，海拔高度37米，2010年人口9,351，人口密度每平方公里94人。